# Fishbone and the Familyhood Nextperience Present: The Psychotic Friends Nuttwerx
Fishbone and the Familyhood Nextperience Present: The Psychotic Friends Nuttwerx – album studyjny zespołu Fishbone wydany w roku 2000.

## Spis utworów
1. "Shakey Ground" – 3:46
2. "The Suffering" – 5:17
3. "Where'd You Get Those Pants?" – 3:44
4. "Everybody Is a Star" (Sly Stone) – 3:51
5. "One Planet People" – 5:16
6. "Just Allow" – 3:29
7. "AIDS & Armageddon" (David Baerwald) – 5:58
8. "It All Kept Startin’ Over Again" – 5:59
9. "Dear God" – 3:46
10. "Karma Tsunami" – 3:55
11. "In the Heat of Anger" – 3'37 (Japanese Only)

## Skład
- Angelo Moore – saksofon, wokal
- Walter A. Kibby II – trąbka, wokal
- Spacey T – gitara
- John McKnight – keyboard, gitara
- John Norwood Fisher – gitara basowa, wokal
- John Steward – perkusja